# Плес ситних демона (представа)
Плес ситних демона је позоришна представа коју је режирао Срђан Ј. Карановић према тексту Марка Видојковића. Премијерно приказивање било је 27. децембра 2017. године у позоришту ДАДОВ.
Представа је базирана на првом роману Видојковића који је био у ширем избору за НИН-ову награду.
Комад истражује тему бунтовништва и одрастања у градској средини пуној порука.

## Радња
Прича је смештена у Београд 1991. и прати Бобана Шестића, ученика другог разреда Правно-биротехничке школе.
Он је несрећно заљубљен и покушава да оствари везу са Аном из Падињака, панкерком из разорене породице која проживљава пубертетске проблеме на тада најгорем месту у Европи.

## Улоге
| Лица | Глумци             |
| ---- | ------------------ |
|      | Анђела Ђурић       |
|      | Јована Мисаиловић  |
|      | Маја Шумоња        |
|      | Петар Богдановић   |
|      | Алекса Јовановић   |
|      | Ђорђе Мишина       |
|      | Огњен Иванов       |
|      | Будимир Стошић     |
|      | Влада Папрић       |
|      | Василије Вулићевић |
|      | Анђела Башић       |
|      | Теодора Гавриловић |
|      | Огњен Драговић     |
|      | Марија Миленковић  |